# Sabiha Çimen

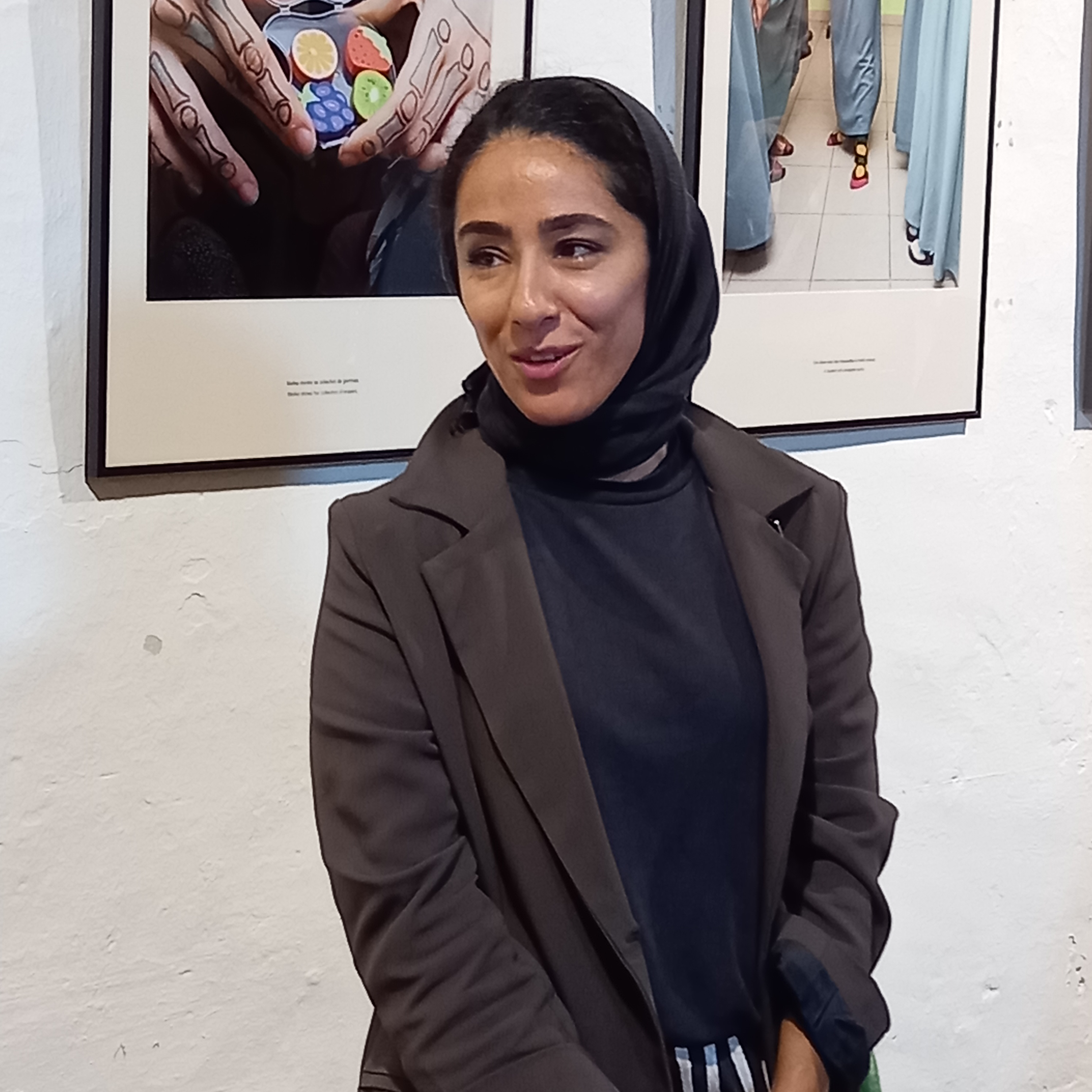
Sabiha Çimen

Sabiha Çimen (* 1986 in Istanbul) ist eine türkische Fotografin, die insbesondere das Leben junger muslimischer Frauen in der Türkei und die Formen weiblichen Widerstands innerhalb von Freundeskreisen oder Familienzusammenhängen zum Thema hat.

## Leben und Werk
Sabiha Çimen kommt aus einer aus der südöstlichen türkischen Provinz Adıyaman stammenden Familie. Sie wuchs im Istanbuler Stadtteil Fatih auf. In den vier Jahren nach Beendigung der Schule, in denen sie wegen des noch herrschenden Kopftuchverbots die Universität nicht besuchte, brachte sie sich das Fotografieren selbst bei.
Dann absolvierte sie ein Studium in Internationalem Handel und Finanzen an der Istanbuler Bilgi Universität, das sie 2015 mit einem Master in Kulturwissenschaft abschloss. Teil ihrer Masterarbeit im Fach Subaltern Studies, der Beschäftigung mit gesellschaftlich marginalisierten und diskriminierten Gruppen, war ihre Fotoserie Turkey as a simulated country, die 2018 bei Cambridge Scholars Publishing veröffentlicht wurde.
Bereits seit 2017 arbeitete sie an ihrer Serie Hafiz: Guardians of the Quran, die sich auf ihre eigenen Erfahrungen an einer Koranschule bezieht, die sie ab zwölf für dreieinhalb Jahre zusammen mit ihrer Zwillingsschwester besuchte. Der Begriff Hafiz steht für eine Person, die den gesamten Koran auswendig gelernt hat. Çimen porträtierte dafür Mädchen und junge Frauen von fünf Koranschulen in unterschiedlichen türkischen Städten und nahm mit dieser Arbeit 2018 auch an der Joop Swart Masterclass der World Press Photo Foundation teil. 2021 wurde Hafiz bei Red Hook veröffentlicht.
Seit 2020 wird Sabiha Çimen von Magnum Photos vertreten. Ihre Fotos erscheinen in Zeitungen und Magazinen wie der New York Times, Time, National Geographic, M, le magazine du Monde oder Geo sowie in Vogue oder Harper’s Bazaar.
2021 nahm sie am Artists-in-Residence-Programm der Organisation Light Work in Syracuse, New York teil. Als Kooperation von Magnum Photos und der Organisation Obscura kam 2022 ihr Projekt Transfiguration: The Double Life of Şeyma heraus, eine Serie von Non Fungible Tokens (NFTs).
Im August 2022, ein Jahr nachdem Kabul an die Taliban gefallen war, setzte das amerikanische Nachrichtenmagazin Time ein Foto von Sabiha Çimen zu einer Reportage über ins Ausland geflohene afghanische Frauen auf den Titel. Es ist in Florida entstanden; die Fotografin erhielt dafür Unterstützung vom Pulitzer Center on Crisis Reporting. Anfang 2024 veröffentlichte das Harper’s Magazine Çimens 2023 im Auftrag des Magazins in der Ukraine entstandenen Foto-Essay Theater of War.
Die erste Einzelausstellung von Çimens Arbeit richtete im Januar 2023 die Kunsthal Rotterdam aus.
Sabiha Çimen ist mit dem amerikanischen Fotografen und Verleger Jason Eskenazi verheiratet.

## Preise und Auszeichnungen
Für Hafiz wurde Sabiha Çimen mehrfach ausgezeichnet.
- 2018: PHMuseum: 3. Preis des Women Photographers Grant
- 2019: Gomma Photography Grant, Honorable Mention[11]
- 2020: W.-Eugene-Smith-Preis für Humanistische Fotografie[12]
- 2020: World Press Photo: 2. Preis in der Kategorie Langzeitprojekt[13]
- 2020: Canon Female Photojournalist Grant[14]
- 2021: Light Work / Artist-in-Residence Program[15]
- 2022: First PhotoBook Award der Paris Photo-Aperture Foundation[16]
- 2023 nahm das US-Nachrichtenmagazin TIME ein in Hatay entstandenes Foto von Sabiha Çimen, das das schwere Erdbeben in der Türkei und Syrien dokumentiert, in seine Top 100 Photos des Jahres auf.[17]
- 2025 Guggenheim-Stipendium[18]

## Weblink
- Sabiha Çimen - Homepage